# Волоколамское шоссе (повесть)
«Волоколамское шоссе» — повесть Александра Бека, одно из центральных произведений в творчестве писателя. Написана в 1942—1944 годах. Впервые напечатана в 1943 году под названием «Панфиловцы на первом рубеже» в журнале «Знамя». Повествует о подвиге советских солдат и офицеров из 1-го батальона 1073 стрелкового полка 316-й дивизии (впоследствии 8-й гвардейской стрелковой дивизии) генерал-майора Панфилова, которые сражались и отдавали жизни в схватке с фашистскими захватчиками под Москвой на Волоколамском направлении осенью — зимой 1941 года.
Структурно произведение состоит из четырёх повестей по 10—17 глав, повествование ведется как рассказ старшего лейтенанта, командира батальона Панфиловской стрелковой дивизии, Героя Советского Союза Бауржана Момыш-Улы.

## История создания
В начале Великой Отечественной войны Александр Бек решил отложить написание романа о советском авиаконструкторе Александре Александровиче Микулине (роман этот был закончен уже после войны) и добровольцем ушёл на фронт, где воевал в составе Краснопресненской стрелковой дивизии народного ополчения Москвы. Позже он стал военным корреспондентом: таким образом, первые месяцы войны писатель провёл под Москвой, готовящейся к обороне, а затем — в войсках, оборонявших столицу. В начале 1942 года он поехал в дивизию имени Панфилова, уже отбросившую немецкие войска от подмосковных рубежей почти до Старой Руссы. Во время пребывания в дивизии писатель накапливал материал в долгих беседах с бойцами Красной Армии. В этих беседах стал слагаться образ погибшего под Москвой генерала Панфилова, с его суворовской заботой о солдатах и его характерными выражениями: «Не торопись умирать — учись воевать», «Солдат умом должен воевать», «Солдат идет в бой не умирать, а жить», «Победа куётся до боя». Летом 1942 года Бек получил отпуск от журнала «Знамя» и сел за написание повести. Изначально были напечатаны первые две повести из четырёх, позже были дописаны две последние. Важнейшей, с точки зрения автора, является четвёртая повесть. В ней Бек описывает формирование новой тактики ведения оборонительных боёв.

## Краткое содержание
Главные действующие лица повествования — бойцы отдельно взятого батальона из дивизии Панфилова. Батальоном командует комбат, казах по национальности — Бауржан Момыш-Улы. Для Бауржана, бывшего артиллериста, командира батареи, не имевшего опыта командования пехотным батальоном, 1941 год становится школой военного мастерства. Ему приходится решать судьбы своих солдат, объединить массу разрозненных людей в единый организм — боеспособную единицу, подчинить их своей воле. В результате отчаянных оборонительных боев батальон Момыш-Улы становится резервным в дивизии Панфилова и получает боевую задачу — как можно сильнее измотать врага и замедлить его наступление на Москву в районе Волоколамска. С поставленной задачей батальон справляется, несмотря на людские потери, количественное и качественное превосходство противника, сложнейшую ситуацию на фронте.

## Литературные особенности
Стилистика романа отходит от примитивно-плакатного изображения войны, автор показывает бойцов как реальных людей со своими слабостями, со страхом смерти, но при этом с полным пониманием ответственности за судьбу страны в столь тяжёлый исторический момент. В романе поднята тема интернационализма и боевого братства.

## Отзывы и факты
- Константин Симонов: «…среди правд, написанных всеми нами о войне, одной из самых важных и дорогих правд была правда книги Бека „Волоколамское шоссе“… это вообще одна из самых лучших книг о войне в нашей литературе. И хотя её хорошо знают у нас и знают во всем мире, ей, этой книге, ещё не полностью воздано по заслугам»[3]
- Латиноамериканский революционер Че Гевара называл повесть Александра Бека «Волоколамское шоссе» своей настольной книгой и постоянно носил в полевой командирской сумке[4].
- 1946 год — книга выходит в переводе Эвен-Шошана на иврит. В течение многих лет чтение её является обязательным для слушателей офицерских курсов Армии обороны Израиля[5][6].
- В Финляндии её изучали курсанты Военной академии[7].
- Сохранился рукописный отчёт, составленный Бауржаном Момыш-Улы непосредственно после боев (6 ноября 1941 г.) и затрагивающий в том числе и события, отражённые в книге[8].
- Книга была включена в список для обязательного чтения членами Китайской коммунистической партии[9].
- В 1963 году книга была включена в образовательную программу офицеров армии ГДР[10][11].
- 1981 год — в Московском Художественном академическом театре Союза ССР имени М. Горького состоялась премьера спектакля «Волоколамское шоссе», поставленного режиссёром В. Н. Шиловским по пьесе В. Шацкова, написанной по мотивам одноименной повести А. А. Бека. Роли исполняли: генерал Панфилов, командир дивизии — Г. И. Бурков, старший лейтенант Момыш-улы, комбат — Б. В. Щербаков, генерал-лейтенант Звягин, заместитель командующего армии — Ю. Л. Леонидов, старший политрук Толстунов, новый командир отряда — А. А. Борзунов, лейтенант Коля Брудный — А. В. Смирнов, лейтенант Заев, ротный командир — Г. С. Епифанцев, капитан Дорфман, начальник оперативного отделения — Ю. Н. Пузырёв, военфельдшер Варя Заовражина — Р. Б. Коростелёва, военврач Никольская — К. А. Минина и другие. 5 ноября 1984 года на Центральном телевидении состоялась премьера фильма-спектакля МХАТа «Волоколамское шоссе». .